# Zoja Kosmodemjanskaja
Zoja Anatoljevna Kosmodemjanskaja (ryska: Зоя Анатольевна Космодемьянская), född 13 september 1923 i Osino-Gai, Tambov oblast, död 29 november 1941 i Petrisjtjevo, Moskva oblast, var en sovjetisk partisan och Sovjetunionens hjälte.

## Biografi
Zoja Kosmodemjanskaja blev år 1938 medlem av det ryska kommunistpartiets ungdomsorganisation. I oktober 1941 gick hon med i en partisangrupp för att bekämpa den tyska ockupationsmakten. Redan påföljande månad, i november 1941, greps hon av tyska soldater, när hon skulle utföra sabotage genom att sätta eld på tyska kaserner och stall. Trots att hon blev mycket svårt torterad och förnedrad, bland annat piskad, avklädd och bränd, vägrade hon att avslöja medlemmarna i sin partisangrupp.
För att avskräcka och skrämma den ryska ortsbefolkningen till lydnad, hängde tyskarna Zoja Kosmodemjanskaja i den lilla byn Petrisjtjevo nära Moskva den 29 november 1941. Innan hon dog, skall hon ha ropat: "Ni kan inte hänga oss alla! Mina kamrater kommer att hämnas min död! Sovjetunionen kommer att vinna kriget!" 
Samma dag avrättades Vera Volosjina.
Zojas kropp hängde kvar för allmän beskådan i flera dagar; hennes ena bröst var då avskuret och hennes kropp skändad.
Asteroiden 1793 Zoya är uppkallad efter henne.

## Bilder

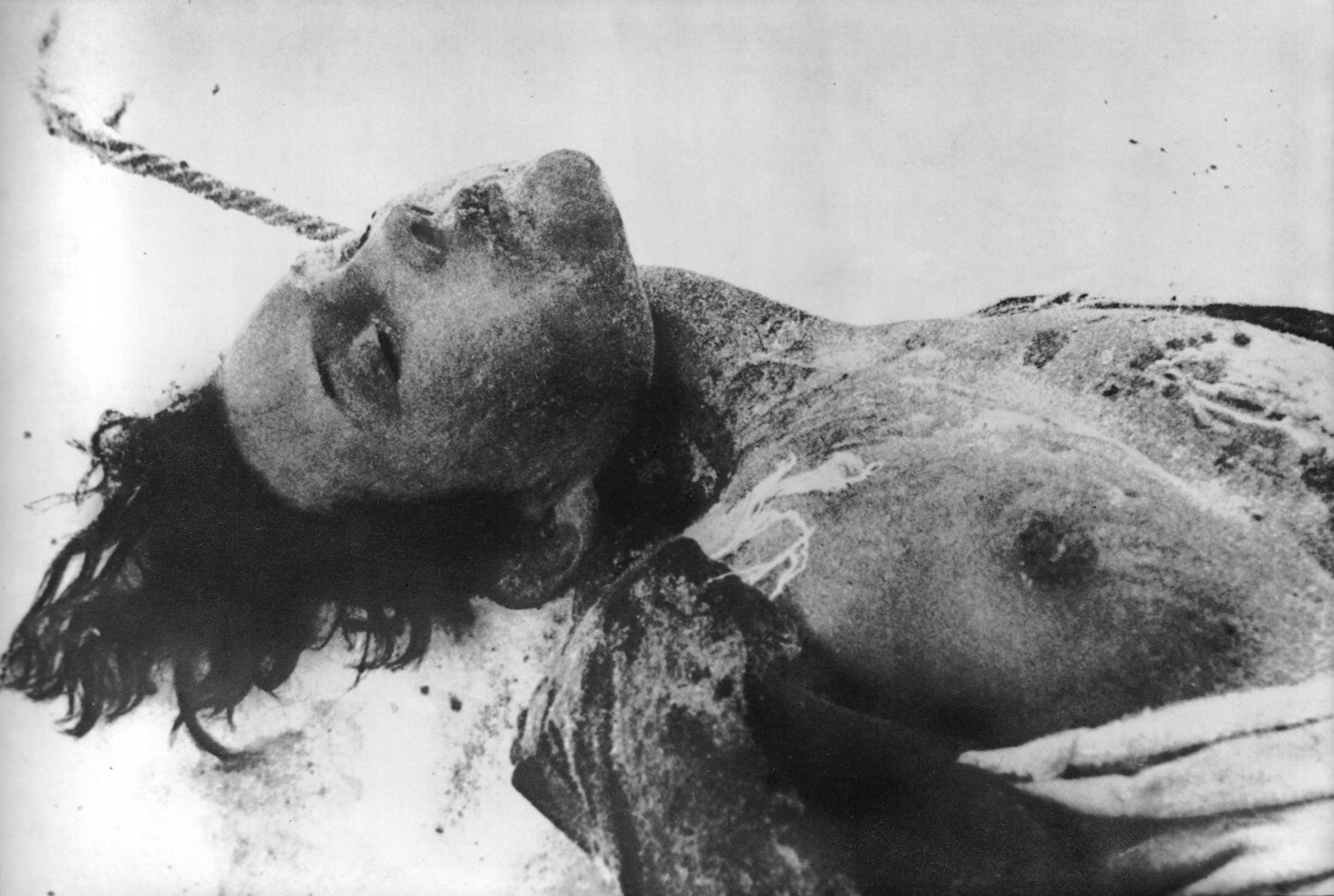
Zoja Kosmodemjanskaja efter avrättningen.